# Viničko Kale
Viničko Kale (en macedonio: Виничко кале) son unas antiguas ruinas situadas en la colina sobre el pueblo de Vinica, en Macedonia del Norte. Se encuentra en el lado izquierdo del río Grdečka, en una colina a unos 400 metros sobre el nivel del mar. Viničko Kale fue descubierta en 1954. En 1978, 5 fragmentos de iconos de terracotta fueron descubiertos en Viničko Kale, lo que demuestra que fue habitada desde el Neolítico hasta la Edad Media.